# Шоссе Тюнина
Шоссе́ Тю́нина, также Шоссе́ имени Тю́нина, Тю́нинское шоссе́ — участок автодороги 37А-0002 «Курган — Звериноголовское — граница с Казахстаном» от здания Управления Федеральной службы безопасности по Курганской области (ул. Ленина, 2), до Курганского пограничного института ФСБ России (ул. Трактовая, 1) в посёлке Увал. Шоссе названо в честь Героя Российской Федерации Андрея Владимировича Тюнина.

## История
25 декабря 2007 года решением Курганской городской Думы участок дороги от дамбы до Курганского пограничного института ФСБ России назван «шоссе Тюнина».

## Паводковые ситуации

### Паводок 2016 года
18 апреля 2016 года зафиксировано первое значительное повышение уровня воды до отметки 512 см. 24 апреля был достигнут критический показатель 700 см, что привело к подтоплению шоссе Тюнина. Пиковое значение уровня воды было зафиксировано 1 мая и составило 806 см. Снижение уровня воды началось 2 мая. Нормализация гидрологического режима произошла к 18 мая, в этот же день было возобновлено движение транспорта по шоссе Тюнина.
Данный паводок стал наиболее значительным для города Кургана за период наблюдения последних 15 лет и как одно из наиболее масштабных наводнений, потребовавшее комплексного реагирования всех служб и ведомств.

### Паводок 2024 года
Весной 2024 года в связи с масштабным паводком участки шоссе были частично и полностью затоплены.
16 апреля 2024 года произошло временное ограничение движения на шоссе Тюнина из-за подтопления дорожного полотна в районе строительного рынка. На момент введения ограничений уровень воды в реке Тобол составлял 730 сантиметров. К 21 апреля зафиксировано увеличение площади затопления до 20 % от общей протяженности трассы.

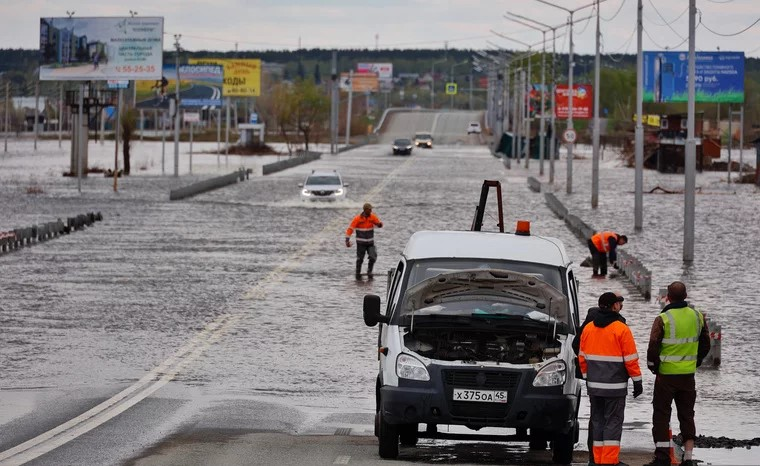
Шоссе Тюнина во время паводка 2024 года

## Пешеходное и велосипедное движение
В правой низине автодороги от перекрёстка улицы Свободы и Шоссе Тюнина до супермаркета «Метрополис» проходит велопешеходная дорожка, совмещённая с автомобильным движением до СНТ Дружба.

## Транспорт
На Шоссе Тюнина находятся остановки «Водоканал» → «Сады Промстрой» → «Строй Рынок» → «Сады Нива» → «Сады Родничок» → «Спортбаза» → «Шоссе Тюнина» → «Поворот на Увал», которые обслуживаются  Курганским городским автобусным транспортом.